# Torneo Nacional de Clubes 2022 (Chile)
El Torneo Nacional de Clubes 2022 fue la cuarta edición del torneo de rugby de Chile.
El campeón del torneo clasificó a la Copa Mundial de Rugby Amateur 2023 a disputarse en Francia en paralelo al Mundial.

## Sistema de disputa
El formato del torneo consistió en etapas de eliminación directa hasta el partido final que determinó el campeón del torneo.

## Desarrollo

### Primera fase
| 12 de noviembre | Carneros La Serena | 9 - 6 | Seminario La Serena |  |  |

| 12 de noviembre | Antapacay | 51 - 26 | Old Lions |  |  |

| 12 de noviembre | Lobos | 57 - 12 | Traukos |  |  |

### Segunda fase
| 20 de noviembre | Carneros La Serena | 16 - 15 | Antapacay |  |  |

| 20 de noviembre | Rucamanque RC | 20 - 17 | Lobos |  |  |

### Tercera fase
| 27 de noviembre | Rucamanque RC | 41 - 17 | Los Troncos |  |  |

| 4 de diciembre | Carneros La Serena | 12 - 37 | Sporting Valparaíso |  |  |

### Cuarta fase
| 8 de diciembre | PWCC | 45 - 17 | Sporting Valparaíso |  |  |

| 8 de diciembre | Stade Francais | 22 - 23 | Rucamanque RC |  |  |

### Semifinales
| 11 de diciembre | COBS | 57 - 5 | PWCC |  |  |

| 11 de diciembre | Universidad Católica | 34 - 22 | Rucamanque RC |  |  |

#### Final
| 21 de diciembre | COBS | 23 - 22 | Universidad Católica |  |  |

| Bandera de Chile |
| Campeón COBS     |
| Primer título    |